# Carlus
Carlus is een gemeente in het Franse departement Tarn (regio Occitanie) en telt 616 inwoners (2004). De plaats maakt deel uit van het arrondissement Albi.

## Geografie
De oppervlakte van Carlus bedraagt 10,5 km², de bevolkingsdichtheid is 58,7 inwoners per km².

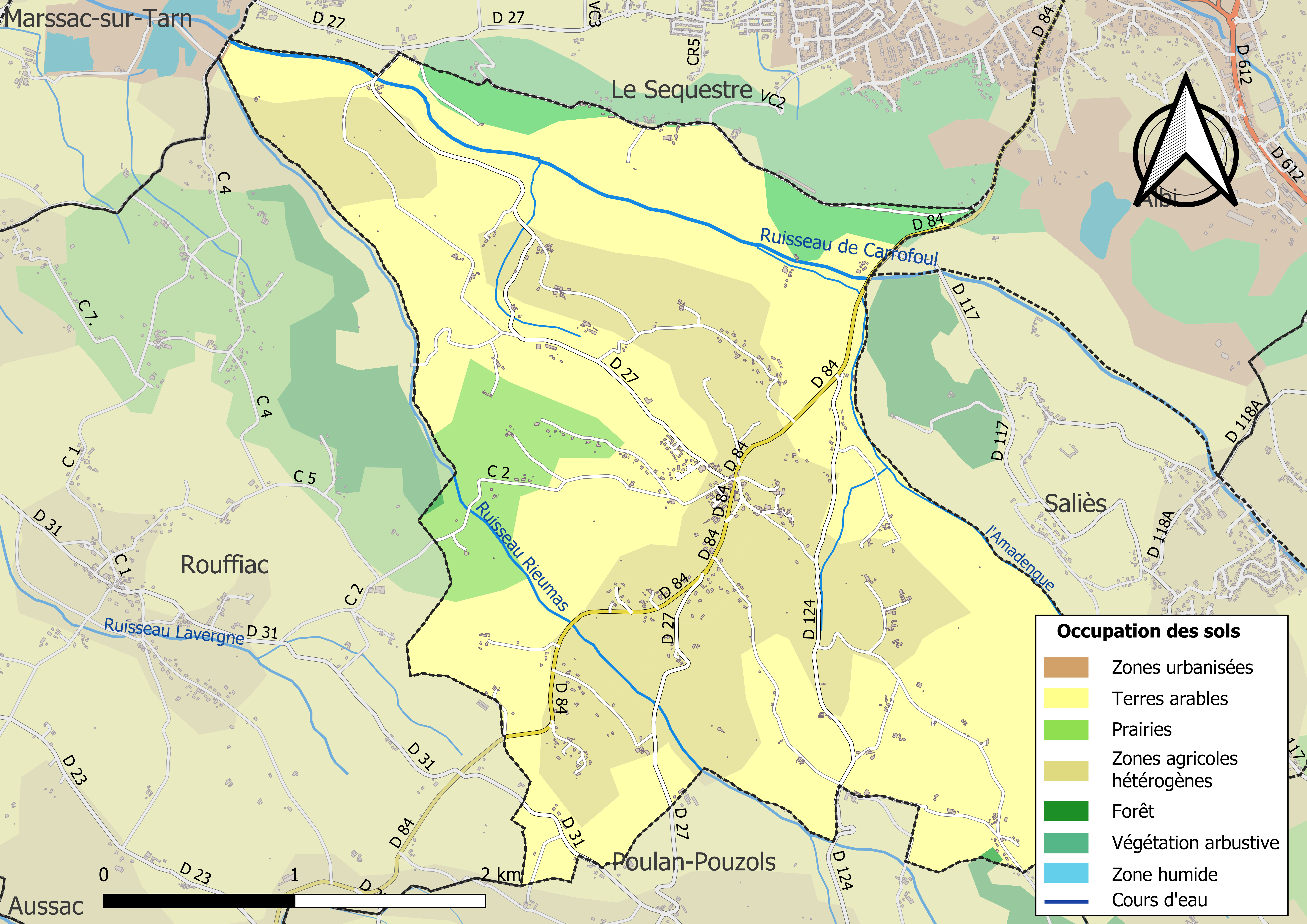
Kaart van de gemeente met de belangrijkste infrastructuur, bodemgebruik en omliggende gemeenten

## Demografie
Onderstaande figuur toont het verloop van het inwonertal (bron: INSEE-tellingen).